# Kristin Scott Thomas
Kristin Scott Thomas, född 24 maj 1960 i Redruth, Cornwall, är en brittisk skådespelare med franskt medborgarskap. 
Scott Thomas har nominerats till en BAFTA Award fem gånger och lika många gånger till en Olivier Award, hon erhöll en BAFTA Award för bästa kvinnliga biroll för rollen i Fyra bröllop och en begravning (1994) och mottog Laurence Olivier Award for Best Actress 2008 då hon spelade huvudrollen mot bland andra Peter Sarsgaard i Broadwayuppsättningen av Måsen. Scott Thomas Oscarsnominerades för bästa kvinnliga huvudroll för sin roll i Den engelske patienten (1996).
Kristin Scott Thomas filmdebuterade i  filmen Under the Cherry Moon (1986) regisserad av artisten Prince. Hon har medverkat i ett flertal franska filmproduktioner, däribland Berätta inte för någon (2007), Jag har älskat dig så länge (2008), En sydfransk affär (2009), Love Crime (2010) och Sarahs nyckel (2010). Andra filmer inkluderar Bitter Moon (1992), Mission: Impossible (1996), Mannen som kunde tala med hästar (1998), Gosford Park (2001), Nowhere Boy (2010) och Darkest Hour (2017).
Kristin Scott Thomas utnämndes 2003 till Officer of the Order of the British Empire (OBE) och 2015 till Dame Commander of the Order of the British Empire (DBE). Hon tilldelades även den franska orden Hederslegionen 2005.
Hon är äldre syster till skådespelaren Serena Scott Thomas.

## Filmografi i urval
- 1984 – Mistrals dotter (TV-serie) – Nancy
- 1993 – Body and soul (TV-serie) – Syster Gabriel och Anna
- 1992 – Bitter Moon – Fiona
- 1994 – Fyra bröllop och en begravning – Fiona
- 1995 – Richard III – Lady Anne
- 1995 – Bekännelsen
- 1996 – Mission: Impossible – Sarah Davies
- 1996 – Den engelske patienten – Katharine Clifton
- 1998 – Mannen som kunde tala med hästar – Annie MacLean
- 2000 – Up at the Villa – Mary Panton
- 2001 – Gosford Park – Sylvia McCordle
- 2005 – Keeping Mum – Gloria Goodfellow
- 2006 – Berätta inte för någon – Hélène Perkins
- 2007 – Guldkompassen – röst till Stelmaria
- 2008 – Den andra systern Boleyn – Lady Elizabeth Boleyn
- 2008 – Jag har älskat dig så länge – Juliette Fontaine
- 2008 – Små skandaler – Mrs. Whitaker
- 2008 – Largo Winch – Ann Ferguson
- 2008 – En shopaholics bekännelser – Alette Naylor
- 2009 – En sydfransk affär – Suzanne
- 2009 – Nowhere Boy – Mimi Smith
- 2009 – Sous ton emprise – Anna
- 2010 – Une femme parfaite – Christine
- 2010 – Sarahs nyckel – Julia Armond
- 2011 – Laxfiske i Jemen
- 2012 – Bel Ami
- 2012 – Bakom stängda dörrar
- 2013 – Only God Forgives
- 2013 – The Invisible Woman
- 2014 – My Old Lady
- 2014 – Suite Française
- 2017 – The Party
- 2017 – Darkest Hour
- 2019 – Sångklubben
- 2023 – My Mother's Wedding